# NGC 7366
NGC 7366 је спирална галаксија у сазвежђу Пегаз која се налази на NGC листи објеката дубоког неба.
Деклинација објекта је + 10° 46' 55" а ректасцензија 22h 44m 26,6s. Привидна величина (магнитуда) објекта NGC 7366 износи 14,4 а фотографска магнитуда 15,2. NGC 7366 је још познат и под ознакама MCG 2-58-4, NPM1G +10.0560, PGC 69629.